# موسوعة آباء ما قبل نقية

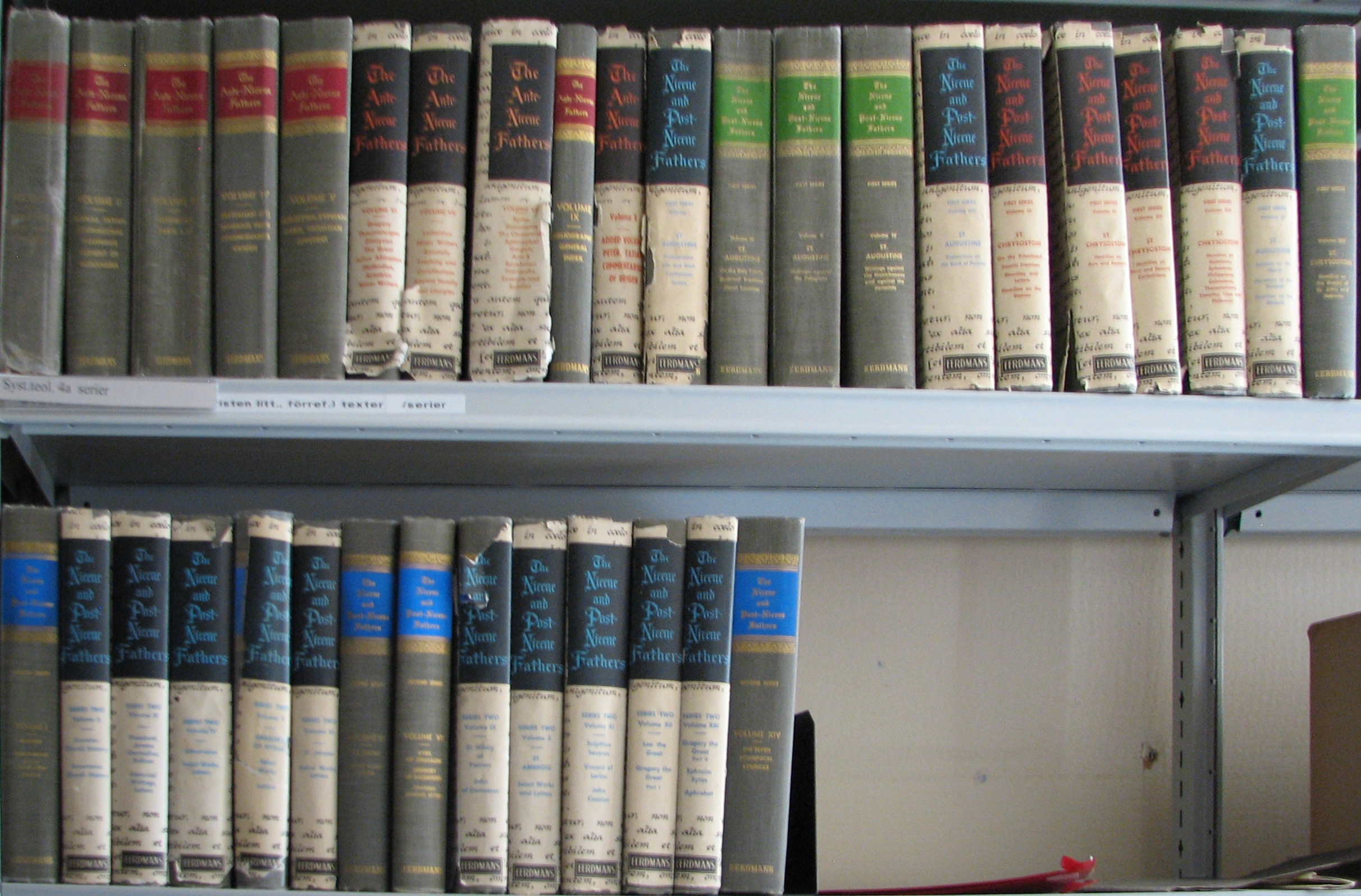
كتب موسوعة آباء ما قبل نقية.

موسوعة آباء ما قبل نقية هي موسوعة مُكوَّنة من عشر مُجلَّدات، تحتوي على ترجمة علمية جيِّدة لكتابات الآباء الذين عاشوا في الفترة ما بين نهاية القرن الأول إلى مجمع نقية 325 ميلادي. الموسوعة هي مخلصة جدًا، وتوفر معلومات قيمة حول روحانية ولاهوت آباء الكنيسة في عصور المسيحية المبكر. ويعتبر العمل مُصنَّف مسيحي فقهي يحتوي على سائر القواعد الدينية التقليدية للسلوك فضلاً عن شرح مفصل عن العقيدة والتعاليم المسيحية.
وتعتمد الطوائف المسيحية الستة هي: الكاثوليكية، الأرثوذكسية الشرقية، الأرثوذكسية المشرقية، والنسطورية، أو كما تدعى هذه الطوائف باسم الكنائس التقليدية على التقليد وكتابات آباء الكنيسة والمجامع إلى جانب الكتاب المقدس في التشريع.
تضم الموسوعة الأعمال اللاهوتية المتعلقة بالعقيدة المسيحية، والفلسفة المسيحية، والتشريعات الدينية، والقُدَّاسات، والطُّقُوس الدينية وطرق العبادة، والأحكام التي تنظم علاقة الفرد بربه، والأحكام التي تنظم الزواج والطلاق وحقوق الأولاد والميراث والوصية.
تضم الموسوعة مؤلفات آباء الكنيسة من العصور المسيحية المبكرة أمثال القديس جاستن، وإيرينيئوس، وإغناطيوس، وبوليكاربوس، وثاوفيلوس، وأثيناغوارس، وإكليمندس الإسكندري، وترتليان، وأوريجانوس، وهيبوليتوس الرومي، وقبريانوس القرطاجي، وديونيسيوس، ويوليوس أفريكانوس وغيرهم. وتضم أيضًا أسفار وأعمال مثل شهادات الآباء الاثني عشر، ورسالة برنابا، وإنجيل توما، والكتابات الكليمنتية، وسفر راعي هرمس وأعمال بوليكسينا وريبيكا وغيرها من الأسفار.